# 森栗茂一
森栗 茂一（もりくり しげかず、1954年 - ）は、日本の都市民俗学者。神戸学院大学教授、都市住宅学会理事。

## 経歴
兵庫県神戸市長田区に生まれる。大阪教育大学卒業後、高校教師を経て1990年に大阪外国語大学助教授となる。その後、教授に昇進した。2007年の大学併合により大阪大学コミュニケーションデザインセンター教授となる。1992年から1995年まで、国立歴史民俗博物館民俗研究部客員助教授も兼務した。
この間の2004年に「河原町の歴史と都市民俗学」で國學院大學から博士（文学）の学位を取得した。
2020年に大阪大学を退職して神戸学院大学人文学部教授となる。大阪大学では招へい教授となった。2025年春（2024年度末）をもって神戸学院大学を退職予定。
2007年まで日本生活学会理事を務めた。
2002年に阪急彩都まちづくり大賞銀賞、2003年に今和次郎賞（日本生活学会大賞）をそれぞれ受賞した。

## 人物
阪神・淡路大震災で活躍するなど、地域振興に数多くの役職を経ているが、民俗学においては、夜這いを美化し近代的性規範を呪い、女にとっての妊娠の危険をまったく考えていないと小谷野敦から厳しく批判された（『恋愛の超克』）。井上章一と親しい。

## 著書

### 単著
- 『河原町の民俗地理論』弘文堂、1990年
- 『夜這いと近代買春』明石書店、1995年
- 『不思議谷の子供たち』新人物往来社、1995年
- 『しあわせの都市（まち）はありますか：震災神戸と都市民俗学』鹿砦社、1998年
- 『性と子育ての民俗学』明石書店、2000年
- 『河原町の歴史と都市民俗学』明石書店、2003年
- 『地蔵・長屋の歴史民俗学』神戸学院大学出版会、2020年

### 共編著
- 『都市人の発見』木耳社、1993年
- 『神戸 震災をこえてきた街ガイド』（島田誠と共著）岩波書店〈岩波ジュニア新書〉、2004年
- 猪井博登・時安洋・野木秀康・大井元揮・大井俊樹『コミュニティ交通のつくりかた 現場が教える成功のしくみ』（編著）学芸出版社、2013年